# Stella Grace Maisie Carr
Stella Grace "Maisie" Carr (o Stella Grace Fawcett) (26 de febrero de 1912 - 9 de septiembre de 1988 ) fue una botánica, ecóloga australiana. Sus primeras investigaciones fueron sobre la ecología de la alta sierra de Victoria. En 1955, se casa con su colega Dennis Carr, y con él, emprendió una investigación exhaustiva, morfológica y taxonómica en el género Eucalyptus.
Coincidiendo con el Congreso Internacional de Botánica en Sídney, en 1981, editaron y escribieron dos volúmenes de ensayos históricos sobre la botánica australiana: People and Plants in Australia (Pueblos y plantas en Australia), y Plants and Man in Australia (Las plantas y el hombre en Australia). También publicaron dos libros: Eucalyptus 1, Eucalyptus 2

## Honores

### Eponimia
- Poa fawcettiae Vickery, 1970